# Platypalpus pyrenaicus
Platypalpus pyrenaicus är en tvåvingeart som först beskrevs av Seguy 1941.  Platypalpus pyrenaicus ingår i släktet Platypalpus och familjen puckeldansflugor. Inga underarter finns listade i Catalogue of Life.